# ナイシン
ナイシン(Nisin)は、34アミノ酸残基の多環式抗菌ペプチドであり、食品の保存料等に用いられる。ランチオニン (Lan) 、メチルランチオニン (MeLan) 、ジデヒドロアラニン (Dha) 、ジデヒドロアミノブチル酸 (Dhb) 等の異常アミノ酸を含むが、これらはペプチド前駆体の翻訳後修飾によって導入されたものである。これらの反応の中では、リボソームで合成された57アミノ酸長のペプチドが最終的なペプチドになる。セリンやスレオニンに由来する非飽和アミノ酸やジデヒドロアミノ酸に酵素によって付け加えられたシステイン残基は、複数のチオエーテル結合を作る。

## 解説
ナイシンはLactococcus lactis の発酵によって生じる。商業的には、Lactococcus lactis の牛乳やデキストロース等の天然培地での培養、大麦焼酎粕由来発酵大麦エキスの発酵によって得られ、化学合成されることはない。グラム陽性菌の成長、特に芽胞からの成長を抑え、食品の寿命を延ばすためにプロセスチーズや肉、飲料などの加工品製造や缶詰などに用いられる。多くのバクテリオシンが通常近縁種しか阻害しないのに対し、ナイシンはバシラス属、クロストリジウム属の細菌に対して高い抗菌効果を有し、リステリア属や黄色ブドウ球菌にも有効な効果を示す。このようにグラム陽性菌に対して高い抗菌効果を示す。一方、グラム陰性菌は細胞外膜に保護されていることより効果が薄いが、細胞外膜を破壊するキレート剤との組み合わせによって、グラム陰性菌も抑えるられることが知られている。
ナイシンは水溶性で、10億分の1のレベルの濃度で効果を持つ。食品中では、食品の種類や認可に応じて~1-25ppmの濃度で用いられることが普通である。またその効果の選択性により、グラム陰性菌、酵母、カビ等の単離のための培地に加えられることもある。サブチリンやエピデルミンはナイシンの関連物質であり、どれもランチビオティクスと呼ばれる分子のグループに含まれる。
近年の研究で細菌だけでなく、哺乳類細胞にも作用することが分かってきている。
食品添加物としてのナイシンのE番号はE234である。

## 関連文献
- K. Fukase et al., Tetrahedron Lett. 1988, 29, 7, 795.
- G. W. Buchman et al., J. Biol. Chem. 1988, 263, 31, 16260.